# Clibanornis
Clibanornis es un género de aves paseriformes perteneciente a la familia Furnariidae que agrupa a especies nativas de la América tropical (Neotrópico), donde se distribuyen desde el sur de México, por América Central y del Sur hasta el noreste de Argentina por el este y hasta el sureste de Perú y oeste de Bolivia por el oeste. A sus miembros se les conoce por el nombre común de espineros o ticoticos, y también hojarasqueros, rascahojas, musgueros o breñeros, entre otros. El presente género era considerado monotípico hasta 2013, cuando, como resultado de sólidos estudios morfológicos y filogénicos, especies anteriormente incluidas en los géneros Automolus e Hylocryptus fueron transferidas para el presente.

## Etimología
El nombre genérico masculino «Clibanornis» se compone de las palabras del griego «κλιβανος klibanos»: horno, y «ορνις ornis, ορνιθος ornithos»: pájaro, ave; significando «pájaro de horno».

## Características
Los ticoticos de este género son furnáridos bastante grandes, midiendo entre 18 y 21,5 cm de longitud. De colores pardos y rufos en general, con picos bastante robustos y, en algunos, ligeramente curvados. Habitan tanto en selvas húmedas como en bosques caducifolios y tienen hábitos semi-terrestres.

## Lista de Especies
Según las clasificaciones del Congreso Ornitológico Internacional (IOC) y Clements Checklist/eBird v.2018, el género agrupa a las siguientes especies con el respectivo nombre popular de acuerdo con la Sociedad Española de Ornitología (SEO), excepto cuando entre paréntesis:
| Imagen | Nombre científico                  | Autor                | Nombre común                    | EC (*) |
| ------ | ---------------------------------- | -------------------- | ------------------------------- | ------ |
|        | Clibanornis rectirostris           | (Wied-Neuwied, 1831) | ticotico cabecirrufo oriental   | LC     |
|        | Clibanornis dendrocolaptoides      | (Pelzeln, 1859)      | espinero tacuatí                | NT     |
|        | Clibanornis erythrocephalus        | (Chapman, 1919)      | ticotico cabecirrufo occidental | VU     |
|        | Clibanornis rubiginosus            | (P.L. Sclater, 1857) | ticotico castaño                | LC     |
|        | Clibanornis (rubiginosus) obscurus | (Pelzeln, 1859)      | (ticotico oscuro)               | NE     |
|        | Clibanornis (rubiginosus) watkinsi | (Hellmayr, 1912)     | (ticotico de Watkins)           | NE     |
|        | Clibanornis rufipectus             | (Bangs, 1898)        | (ticotico de Santa Marta)       | NT     |

(*) Estado de conservación

## Taxonomía
Los sólidos estudios morfológicos y genéticos conducidos por Derryberry et al (2011) y Claramunt et al (2013) demostraron que de las dos especies que entonces componían el género Hylocryptus,  H. rectirostris era hermana de Clibanornis dendrocolaptoides y H. erythrocephalus era hermana de las entonces Automolus rubiginosus y A. rufipectus, y que este trío estaba hermanado al par anteriormente citado. Como consecuencia, se propuso la transferencia del género Hylocryptus y de las dos especies de Automolus para el presente. Los cambios taxonómicos fueron aprobados en la Propuesta N° 601 al Comité de Clasificación de Sudamérica (SACC).
Las subespecies Clibanornis rubiginosus obscurus y C. rubiginosus watkinsi son tratadas como especies separadas por el Comité Brasileño de Registros Ornitológicos (CBRO), lo que no es reconocido por otras clasificaciones, a pesar de que Aves del Mundo reconoce que son de alguna forma distintivas.